# Leptorchestes
Leptorchestes is een geslacht van spinnen uit de familie springspinnen (Salticidae).

## Soorten
De volgende soorten zijn bij het geslacht ingedeeld:
- Leptorchestes algerinus Wesolowska & Szeremeta, 2001
- Leptorchestes berolinensis (C. L. Koch, 1846)
- Leptorchestes mutilloides (Lucas, 1846)
- Leptorchestes peresi (Simon, 1868)
- Leptorchestes separatus Wesolowska & Szeremeta, 2001
- Leptorchestes sikorskii Prószyński, 2000